# Kongui-Douoh
Kongui-Douoh (ou Kongui-Nduoh) est un village du Cameroun située dans la région de l'Adamaoua et le département de Mayo-Banyo. Il appartient à la commune de Bankim. 

## Géographie

### Relief
À partir du village, on peut observer une chaîne montagneuse (les Monts Mambila) avec une hauteur de 1 662 m et qui comporte des pitons basaltiques. 

### Ressources naturelles
Le village dispose d'un lac.  

## Population et société

### Démographie
D'après le plan communal de développement de la commune de Bankim daté de juillet 2015, Kongui-Douoh compte 423 habitants dont 185 hommes et 238 femmes. La population des enfants se répartit de la façon suivante : 45 nourrissons (0 à 35 mois), 71 enfants (0 à 59 mois), 27 enfants (4 à 5 ans), 99 enfants (6 à 14 ans), 78 adolescents (12 à 19 ans), 147 jeunes (15 à 34 ans).

## Éducation
L'école publique de Kongui-douoh compte 200 élèves dont 73 filles et 127 garçons. Au niveau des enseignants, 3 maîtres parents et 1 enseignant contractuel y travaillent dans deux salles de classe.